# Испанский Мэйн
Испанский Мэйн (от англ. Spanish Main) — термин, обозначающий северное побережье Южной Америки (от Панамского перешейка до дельты реки Ориноко). Часто используется в контексте Золотого века пиратства. Термин также может применяться к прилегающим водам и к Карибскому морю вообще.
Название связано с тем, что испанский мореплаватель Христофор Колумб, отправившись в 1492 году на запад в поисках пути в Индию, получил разрешение обследовать Islas y Tierra Firme — «острова и твёрдую землю», то есть «острова и материк». После открытия Нового Света эти названия закрепилось и с начала XVI века применялись, соответственно, к Антильским островам (и Флориде, которая изначально также считалась островом) и к северному побережью Южной Америки.
Начиная с XVI века (и вплоть до XVIII века) Испания вывозила огромные богатства — золото, серебро, драгоценные камни, специи, кожу, ценные сорта деревьев — из своих колоний в метрополию. Корабли Серебряного флота выходили из портов Испанского Мэйна и шли на северо-запад, через Юкатанский пролив.
В период буканьерства (примерно 1650—1680 годы) на них активно нападали пираты и каперы, в основном базировавшиеся в английских территориях — в Британском Гондурасе, на Москитовом берегу и на Ямайке (см. карту справа). Так в английский, а из него в другие языки, попало название Spanish Main, где Main(land) — калька от испанского Tierra Firme, «твёрдая земля».